# غاو فيسر
Gau Weser-Ems كان قسمًا إداريًا لألمانيا النازية من عام 1933 إلى عام 1945 في الجزء الأساسي من ولاية أولدنبورغ الحرة، ودولة بريمن والأجزاء الغربية من مقاطعة هانوفر البروسية. قبل ذلك، من عام 1928 إلى عام 1933، كان التقسيم الإقليمي للحزب النازي في تلك المنطقة.
تم إنشاء نظام النازي جاو في الأصل في مؤتمر للحزب في 22 مايو 1926، من أجل تحسين إدارة هيكل الحزب. منذ عام 1933 وما بعده، بعد الاستيلاء النازي على السلطة، حل الجاو محل الولايات الألمانية كتقسيمات إدارية في ألمانيا. 
على رأس كل جاو، هناك غاوليتر ذو صلاحيات شبه مطلقة. كل غاولتير محلي غالبًا ما كان يشغل مناصب حكومية بالإضافة إلى مناصب حزبية وكان مسؤولًا، من بين أشياء أخرى، عن الدعاية والمراقبة، ومنذ سبتمبر 1944 فصاعدًا، فولكسستورم والدفاع عن الغاو.  
تم شغل منصب الغاولايتر في Weser-Ems بواسطة Carl Röver من عام 1928 إلى عام 1942، يليه Paul Wegener من عام 1942 إلى عام 1945.   كان روفير، الغاولايتر الأصلي، في البداية مؤيدًا مبكرًا لأدولف هتلر في ولاية أولدنبورغ لكنه فقد نفوذه مع تقدم السنين وتوفي في المستشفى في برلين في ظل ظروف غير مثبتة بالكامل.  نجا فيجنر، خليفته، من الحرب ومات في عام 1993.